# لوي ألتوسير
لوي بيير ألتوسير (بالفرنسية: Louis Pierre Althusser)‏ (‏16 أكتوبر 1918 - 22 أكتوبر 1990) كان فيلسوفا ماركسيا. ولد في الجزائر ودرس في مدرسة الأساتذة العليا في باريس التي أصبح بمر السنين أستاذا للفلسفة فيها. كان ألتوسير لفترة طويلة عضوا في الحزب الشيوعي الفرنسي واعتبر أحد أهم المنظرين الماركسيين في القرن العشرين. جادل في طروحاته التهديدات، من وجهة نظره، على الأسس النظرية للماركسية. منها تأثيرات الإمبريقية على النظرية الماركسية، التوجهات الاشتراكية الإنسانية والإصلاحية التي بانت في انحرافات في الأحزاب الشيوعية الأوروبية، بالإضافة إلى مشكلة «عبادة الشخصية» وعبادة الأيديولوجية نفسها.
يعتبر ألتوسير ماركسيا بنيويا، رغم أن علاقته بمدارس أخرى للبنيوية الفرنسية ليست مسألة انتماء بسيط وقد انتقد العديد من أوجه البنيوية.

## سيرته

### النشأة
ولد ألتوسير في مستعمرة الجزائر الفرنسية في بلدية بئر مراد رايس الواقعة بجانب مدينة الجزائر لعائلة من الأقدام السوداء. سمي باسم عمه الذي قتل في الحرب العالمية الأولى. عقب وفاة والده، انتقل ألتوسير مع أمه واخته الصغيرة إلى مارسيليا، حيث قضى بقية طفولته. انضم عام 1937 إلى منظمة الشبيبة الكاثوليكية Jeunesse Etudiante Chrétienne. كان ألتوسير تلميذا متفوقا في المدرسة وقبل بعيد تخرجه من المدرسة إلى مدرسة الأساتذة العليا في باريس. لكنه جند للجيش في الحرب العالمية الثانية قبل بدءه التعليم وبعد احتلال فرنسا، سجن في معسكر ألماني لأسرى الحرب. في المعسكر التقى بجاك مارتن وبدأ بالانتقال نحو الفكر الماركسي. قضى ألتوسير في المعسكر باقي سنوات الحرب وساهمت هذه التجربة بإصابته بنوبات من الاضطراب النفسي لاحقا.

### صحته
بعد الحرب استطاع ألتوسير أن يبدأ تعليمه في مدرسة الأساتذة العليا، لكنه كان بوضع صحي سيء، نفسيا وجسديا. عام 1947 تلقى علاجا بالتخليج الكهربي. منذ تلك الفترة عانى ألتوسير من أمراض عقلية حتى وفاته. أبدت المدرسة تفهما لحالته وسمهحت له بالسكن في غرفة خاصة في عيادة المدرسة. سكن ألتوسير أغلب سني حياته في مدرسة الأساتذة العليا باستثناء فترات دخل فيها المستشفى.

### ما بعد الحرب
عام 1946 التقى ألتوسير بهلن ريتمان، ثورية من أصل لاتفي-يهودي، كانت تكبره بثمان سنوات. منذ ذلك الحين كانت هلن شريكة حياته حتى قام بقتلها عام 1980.
انضم ألتوسير إلى الحزب الشيوعي الفرنسي عام 1948، في فترة بدأ فيها العديد من المثقفين مثل ميرلو-بونتي بفقد ثقتهم بالحزب. في نفس السنة اجتاز ألتوسير امتحانات قبول المعلمين في سلك التعليم الحكومي في فرنسا في موضوع الفلسفة كاتبا أطروحة عن هيغل مما سمح له أن يصبح معلما في مدرسة الأساتذة العليا. كان من بين طلابه العديدين الفيلوسفين ميشيل فوكو وألن باديو، والمحلل النفسي اللاكاني جاك-ألن ميلر.
بعد مؤتمر الحزب الشيوعي السوفييني العشرين عام 1956، بدأ زعيم الاتحاد السوفييتي نيكيتا خروتشوف بعملية اجتثاث الستالينية De-Stalinization. بالنسبة للعديد من الماركسيين مثل روجيه جارودي، المنظر الرئيسي للحزب الشيوعي الفرنسي والفيلسوف الوجودي البارز جان-بول سارتر عنى الأمر عودة إلى الجذور الإنسانية لفكر ماركس وبداية حوار بين الماركسيين والاشتراكيين المعتدلين والوجوديين والمسيحيين. ألتوسير عارض هذا التوجه وأبدى موافقة مع انتقادات الحزب الشيوعي الصيني، دون أن يبدي تماهيا مع الماوية. موقفه هذا عرضه لهجوم من والدك روشيت الأمين العام للحزب الشيوعي الفرنسي.
رغم مشاركة العديد من طلابه في أحداث مايو 1968، التزم ألتوسير الصمت في البداية. لاحقا وافق الموقف الرسمي للحزب الشيوعي الفرنسي باعتبار الطلاب ضحايا ليسارية صبيانية. نتيجة لذلك، هاجم ألتوسير العديد من مؤيديه السابقين. ردا على هذه الانتقادات، قام ألتوسير بتعديل مواقفه، معلنا أن كتاباته المبكرة حوت أخطاء، وحصل تحول ملموس في كتاباته المتأخرة

### الثمانينات
في 16 نوفمبر 1980 قام ألتوسير بقتل زوجته خنقا، بعد فترة من الاضطراب العقلي. لم يكن هنالك شهود، وهنالك جدل على الظروف، ادعى البعض أن القتل كان متعمدا بينما ادعى الآخرون أنه كان حادثا. زعم ألتوسير أنه لا يتذكر ما حدث قائلا أنه بينما كان يدلك عنق زوجته اكتشف أنه خنقها. قرر أن ألتوسير لا يتحمل المسؤولية القانونية عن أعماله ولم يحاكم بل أدخل إلى مستشفى سانت-آن النفسي. بقي ألتوسير في المستشفى حتى عام 1983. بعد خروجه من المستشفى انتقل إلى شمال باريس حيث عاش منعزلا فلم يلتق سوى بقلة من الأشخاص. استمر ألتوسير بالكتابة إلا أنه لم ينشر سوى القليل من الأعمال أهمها ترجمته الذاتية، المستقبل استمر لفترة طويلة. توفي من جراء نوبة قلبية في 22 أكتوبر 1990 عندما كان في الثانية والسبعين من عمره. نشر جزء كبير مما كتبه ما بعد 1980 بعد وفاته.

## فكره
أحد مؤلفات ألتوسير المبكرة كان قراءة رأس المال، مؤلف مهم يحوي أعمالا لألتوسير وطلابه حول إعادة قراءة فلسفية لكتاب ماركس رأس المال. يبحث الكتاب في المكانة الفلسفية للنظرية الماركسية بصفتها «نقدا للاقتصاد السياسي».
لا تزال العديد من مواقف ألتوسير النظرية مؤثرة على الفلسفة الماركسية. في مقدمة مجموعته عن ماركس يدعي وجود انقطاعا معرفيا بين كتابات ماركس المبكرة (1840-1856) وبين تلك المتأخرة التي كانت ماركسية حقا، مستعيرا المصطلح من فيلسوف العلم غستون باشلار. في مقالته الماركسية والإنسانية يدعي بوجود توجه لا-إنساني في النظرية الماركسية، منتقدا أفكارا مثل «الطاقة الكامنة الإنسانية» و"species-being," التي يطرحها أحيانا ماركسيون معتبرا إياها نتاج أيديولوجية بورجوازية عن «الإنسانية». في مقالته التناقض وكثرة المحددات يستعير مفهوم كثرة المحددات من التحليل النفسي ليستبدل فكرة «التناقض» بنموذج أكثر تعقيدا عن تعدد المسببات في الأوضاع السياسية (فكرة ذات علاقة بمفهوم أنطونيو غرامشي حول الهيمنة).
يعتبر ألتوسير منظرا حول الأيديولوجيا، أحد أشهر مقالاته هو الأيديولوجية وأجهزة الدولة الأيديولوجية. تحدد المقالة مفهوم ألتوسير حول الأيديولجيا الذي يستمد، بالإضافة إلى ماركس من مفهومي فرويد ولاكان حول اللاوعي وmirror-phase على التوالي، وتصف البنى والمنظومات التي تمكن وجود مفهوم الذات. هذه البنى، بحسب ألتوسير، هي عوامل كبت وفي نفس الوقت حتمية - من المستحيل التهرب من الأيديولوجية؛ أي ألا تكون خاضعا لها.
يجدر بالذكر أن فكر ألتوسير مر تطورا خلال حياته، وكان عرضة للنقاش والجدل، خاصة ضمن الحركات الماركسية وتحديدا بما يخص نظريته المعرفية (الإبستمولوجية).

### الانقطاع المعرفي
زعم ألتوسير أن فكر ماركس قد أسيء فهمه ولم يمنح حق قدره. كما أنه أدان عدة توجهات تأويلية لأعماله - التاريخوية، المثالية والاقتصادوية - بسبب أنها لم تستوعب أنه في «علم التاريخ»، المادية التاريخية، قام ماركس ببناء نظرة ثورية للتتغيير الاجتماعي. هذه الأخطاء، حسب رأيه، كانت نتاج الاعتقاد أن كافة أعمال ماركس يمكن قراءتها كأنها وحدة متماسكة. بدلا من ذلك، اعتقد ألتوسير أنها حوت «انقطاعا معرفيا». لقد كانت مؤلفات ماركس الشاب تقع داخل حدود الفلسفة الألمانية والاقتصاد السياسي الكلاسيكي، لكن في الأيديولوجيا الألمانية (كتب عام 1945) هنالك ابتعاد غير مسبوق عما سبقه  يمثل طرح أسئلة ومقترحات مركزية مختلفة بشكل أساسي. المشكلة (بحسب رأي ألتوسير) تعقدها الحقيقية أنه حتى ماركس بنفسه لم يستوعب كليا أهمية أعماله، مما جعله يوصلها بشكل غير مباشر ومتردد. يمكن الكشف عن هذا التحول بواسطة «قراءة عوارضية» متأنية. لذلك فقد كان مشروع ألتوسير أن يساعدنا على استيعاب أصالة وقوة نظرية ماركس المتميزة، منتبهين لما لا يقال قدر ما ننتبه يقال صراحة. لقد رأى أن ماركس اكتشف «قارة من المعرفة»، التاريخ، بما يوازي مساهمات طاليس للرياضيات، غاليليو للفيزياء أو حتى فرويد للتحليل النفسي، بمعنى أن بنية نظريته تختلف كليا عن نظريات من سبقوه.
اعتقد ألتوسير أن أعمال ماركس غير متوافقة بشكل أساسي مع ما سبقها لأنها مبنية على أسس معرفية تجديدية رفضت التمييز بين الفاعل والمفعول. بعكس الإمبيريقية، ادعى ألتوسير أن فلسفة ماركس، المادية الجدلية، عارضت نظرية المعرفة كرؤيا بنظرية معرفة كإنتاج. من وجهة النظر الإمبيريقية، فإن الفاعل العالم يصادف مفعولا حقيقيا ويكشف جوهره بواسطة التجريد. مفترضا أن للافكار علاقة مباشرة بالواقع، أو أن مشاهدة بلا وسيط لمفعول «حقيقي»، يعتقد الإمبيريقي أن حقيقة المعرفة كامنة في تراسلات فكر الفاعل ومفعول خارج عن الفكر نفسه. في المقابل، يزعم ألتوسير أنه يفتقد في أعمال ماركس نظرة للمعرفة على أنها «فعل نظري». بالنسبة لألتوسير فإن الممارسة النظرية تحدث كليا في مملكة الفكر، متعاملة مع مفعولات نظرية دون أي علاقة مباشرة مع المفعول الحقيقي الذي نسعى لمعرفته. هذه الممارسة النظرية تنتج معرفة بواسطة ثلاثة «كليات»: أولا، «المادة الخام» للأفكار ما-قبل العلمية، التجريديات والحقائق؛ ثانيا، إطار مفاهيمي (أو «مسأليّ») يوجهها؛ ثالثا، المنتوج النهائي للكيان النظري المتحول، المعرفة الملموسة. بحسب وجهة النظر هذه، فإن سريانية المعرفة لا يضمنها توافقها مع الشيء الخارجي بحد ذاته؛ بما أن المادية التاريخية علم، فإنها تحوي أساليبها الداخلية الخاصة للبرهان. لذلك فإنها غير محكومة بمصالح المجتمعية، الطبقية، الأيديولوجية أو السياسية وهي منفصلة عن اقتصاد البنية الفوقية.
بالإضافة إلى ذلك، بسبب ابستمولوجيتها الفريدة فإن نظرية ماركس مبينة على مفاهيم - مثل قوى وعلاقات الإنتاح - لا مقابل لها في الاقتصاد السياسي الكلاسيكي. حتى عند تبني مصلحات موجودة - مثل مجموعة أفكار دافيد ريكاردو حول الأجرة، الربح والفائدة من خلال نظرية القيمة الفائضة - فإن معناها وعلاقتها بالمفاهيم الأخرى في النظرية مختلفة بشكل ملموس. مسألة أهم في «انقطاع» ماركس هي رفض فكرة الكائن الاقتصادي أو الفكرة في الاقتصاد الكلاسيكي بأن احتياجات الأفراد يمكن التعامل معها كحقيقة أو «معطى» مستقل عن أي تنظيم اقتصادي. بالنسبة للاقتصاديون الكلاسيكيون فإن تلك الاحتياجات الفردية يمكن اعتبارها افتراضا أساسيا لنظرية تشرح طبيعة نمط الإنتاج وكنقطة بداية مستقلة لنظرية حول المجتمع. بينما يعتبر الاقتصاد السياسي النظم السياسية ردا للاحتياجات الفردية، فإن تحليل ماركس أخذ يفسر مدى أوسع من الظواهر الاجتماعية بحسب الدور الذي تلعبه في كل منظم. بناء على ذلك، فإن كتاب ماركس رأس المال أقدر على تفسير الظواهر من الاقتصاد السياسي، لأنه يزودنا بنموذج اقتصادي وبوصف لبنية وتطور المجتمع على حد السواء. بحسب وجهة نظر ألتوسير، لم يكتف ماركس بالزعم أن احتياجات المرء تخلقها بشكل أساسي بيئته الاجتماعية مما يؤدي إلى اختلافها بتبدل الزمان والمكان؛ بل إنه هجر فكرة إمكانية وجود نظرية يمكنها تفسير ماهية للناس دون اللجوء لنظرية عن كيف أصبح الناس هكذا.
رغم أن ألتوسير تمسك في البداية بالادعاء القائل بوجود انقطاع معرفي إلا أنه لاحقا قال أن نقطة التحول التي حدثت حوالي عام 1845 لم نكن واضحة إذ أن آثارا من الفكر الإنساني، التاريخوية والهيغلية موجودة في رأس المال. حتى أنه ادعى أنه فقط في كتاب ماركس نقد برنامج غوتا وبعض الملاحظات الهامشية على كتاب من تأليف أدولف فاغنر كانت متحرر كليا من الأيديولجية الإنسانية. بناء على ذلك، استبدل ألتوسير تعريفه المبكر لفلسفة ماركس على أنها «نظرية حول الممارسة النظرية» بإيمان جديد بوجود «سياسة في حقل التاريخ». اعتبر ألتوسير الانقطاع المعرفي عملية وليس حدثاواضح المعالم، نتاج الصراع غير المتواصل ضد الأيديولجية. لذا فإن الفصل التام بين الأيديولوجية والعلم أو الفلسفة لا يؤكده حصول الانقطاع المعرفي

## تأثيره
رغم أن نظريات ألتوسير جاءت من محاولته الدفاع عما اعتبره الشيوعية القويمة، فإن انتقائية ما أثر عليه - إذ استمد من البنيوية المعاصرة، فلسفة العلم والتحليل النفسي كما من مفكرين ماركسيين تقليديين - تعكس ابتعادا عن العزلة الفكرية التي ميزت العهد الستاليني. زد على ذلك فإن فكره كان علامة على نمو الاحترام الأكاديمي للماركسية وخطوة نحو التركيز على تراث ماركس بصفته فيلسوفا وليس مجرد اقتصادي. بحسب جودت فإن هذا انتقاد لأعمال ألتوسير، قائلا أنه أزال الماركسية كليا من حقل التاريخ، السياسة والتجربة وبذلك جعلها معصومة عن أي نوع من النقد الإمبيريقي.
لقد كان لألتوسير تأثيرا واسعا في مجالي الفلسفة الماركسية وما بعد البنيوية: مصطلح الاستجواب تبنته وأشاعته الفيلسوفة والناقدة النسوية جوديث بتلر؛ مفهوم أجهزة الدولة الأيديولوجية أثار اهتمام الفيلسوف السلوفيني سلافوي جيجك؛ محاولة اعتبار التاريخ سيرورة دون مفعول تماهى معه جاك دريدا؛ تم الدفاع عن كون المادية التاريخية منظومة مبادئ متماسكة من وجهة نظر الفلسفة التحليلية من قبل جيرالد كوهن؛ الاهتمام الذي أثاره ألتوسير structure and agency أدى دورا في نظرية أنتوني غيدنز theory of structuration؛ هوجم ألتوسير بضراوة من قبل المؤرخ البريطاني إ. ب. تومبسون في كتابه فقر النظرية.
نتيجة أخرى لتدخل ألتوسير الفلسفي خلال عقد السيتنات كانت تأثير ألتوسير الكبير على محرري مجلة كراسات للتحليل: في الكثير من الحالات يمكن قراءة «الكراسات» بصفتها التطور الحاسم لرحلة ألتوسير الثقافية حينما كانت في أقصى نشاطها. لا يزال تأثير ألتوسير مستمرا على بعض أهم وأبرز الأعمال الفلسفية المعاصرة، إذ أن العديد من طلاب ألتوسير أضحوا مثقفين بارزين في ستينات حتى تسعينات القرن العشرينن: ألن باديو، إتيين باليبار وجاك رنسيير في مجال الفلسفة، بيير ماشيري في النقد الأدبي ونيكوس بولانتزاس في علم الاجتماع. الجيفاري البارز ريجيس دوبريه تتلمذ على يدي ألتوسير ومثله دريدا (الذي شاركه مكتبه في مدرسة الأساتذة العليا لفترة من الزمن)، الفيلسوف الشهير ميشيل فوكو والمحلل النفسي اللاكاني جاك-ألان ميلر.

## روابط خارجية
- لوي ألتوسير على موقع الموسوعة البريطانية (الإنجليزية)
- لوي ألتوسير على موقع ميوزك برينز (الإنجليزية)
- لوي ألتوسير على موقع إن إن دي بي (الإنجليزية)